# تپه رحمت‌آباد
تپه رحمت آباد مربوط به هزاره ۴ تا ۲ قبل از میلاد است و در شهرستان پاسارگاد، بخش مرکزی، ابتدای تنگ بلاغی واقع شده و این اثر در تاریخ ۲۸ تیر ۱۳۵۵ با شمارهٔ ثبت ۱۲۶۲ به‌عنوان یکی از آثار ملی ایران به ثبت رسیده است.
تپه رحمت آباد یکی از محوطه‌های تاریخی مهم استان فارس در منطقه بلاغی است که بیش از ۱۱۵ متر طول و ۷۵ متر عرض و بیش از ۵ / ۴ متر ارتفاع دارد. تپه رحمت آباد که یکی از تپه‌های مهم دوران پیشاتاریخی و نوسنگی استان فارس در مرودشت ایران است مربوط به هزارهٔ پنجم پیش از میلاد می‌باشد.
بخش‌هایی از این محوطه باستانی، آثاری از هزاره چهارم و پنجم پیش از میلاد را در خود جای داده‌است. کشف سه نوع مختلف کوره که یکی از آن‌ها کوره‌های دو طبقه‌است نشان می‌دهد این محوطه در هزاره پنجم پیش از میلاد از مراکز مهم تولید سفال و صادرات آن به مناطق دیگر بوده‌است. این تپه دارای کوره‌های خشتی ۷ هزارساله‌است.

## کاوش‌ها
تپه رحمت آباد در سال‌های ۱۳۸۳ و ۱۳۸۴ به منظور نجات بخشی آثار تنگه بلاغی مورد کاوش قرار گرفت.
حسن فاضلی نشلی، سرپرست هیئت کاوش در تپه رحمت آباد فارس گفت: «در آخرین فصل کاوش تپه رحمت آباد فارس در سال ۱۳۸۴ شواهدی از سفال‌گری از جمله کوره‌های سفال‌گری و قطعات و ظروف سفالی به‌دست آمد که در نتیجه منجر به شناسایی یک محوطه صنعتی مهم از دوره هزاره پنجم پیش از میلاد شد.»
در نهایت این کاوش‌ها باعث کشف آثار دورهٔ نوسنگی که مربوط به ۷ هزار سال پیش هستند، شد.